# Chepo Fútbol Club
El Chepo Fútbol Club fue una entidad deportiva de Chepo, Panamá. Fue fundado en el 1999, jugó en la Liga Panameña de Fútbol hasta mediados del 2016, dejando de competir por problemas económicos. Este club fue bastante conocido porque muchas promesas del fútbol nacional han surgido de este equipo.

## Historia
Este club empezó en 1999 como “Proyecto 2000” con el objetivo de juntar jugadores Panameños y crear una selección para competir con clubes locales e internacionales, el equipo empezó jugando en La Liga Distritorial de Fútbol de Panamá (Lidifutpa) antes de cambiar su nombre a Chepo FC y así llegar hasta la Primera A (luego conocida como Liga Nacional de Ascenso) en el 2003. Luego el equipo asciende a la Anaprof después de ganarle en la final al Club Deportivo Pan de Azúcar en el año 2006.
El equipo viajó a Costa Rica, donde jugó contra equipos de las academias de los mejores clubes en el país vecino y también en los Estados Unidos en el torneo Dallas Cup. En el 2003, el equipo viajó a Inglaterra donde compitieron en la Copa Riviera y salieron victoriosos. El año siguiente, fueron de nuevo a Inglaterra para jugar amistosos contra equipos como Crystal Palace, Newcastle United y Charlton Athletic. También fueron a España donde jugaron con el Alavés, Racing de Santander y Atlético de Bilbao, saliendo sin derrotas.
Después de haber ascendido a la Anaprof, el Club ha visto un buen número de sus jugadores en los equipos sub-17, sub-20, sub-23, y primer equipo de la selección de Panamá. En 2006 logró ascender a la Asociación Nacional Pro Fútbol tras derrotar al Club Deportivo Pan de Azúcar por 2-1. El Club ha formado jugadores como Román Torres, Joseph Calderón, Armando Gun, Eduardo Jiménez y Gabriel Torres.
El equipo alcanza por primera vez su pase a la final de la LPF el 12 de mayo de 2012 al eliminar a unos de los equipos más importante de Panamá el Club Deportivo Árabe Unido de Colón, pero lastimosamente para el equipo chepano cae en la final ante el Tauro FC en el Estadio Rommel Fernández el 22 de mayo de 2012 por 2-1. Y volvió a jugar la final eliminando al "equipo de moda" en las semifinales al Rio Abajo FC por segunda vez por consecutiva ante el Club Deportivo Árabe Unido pero volvió a ser derrotado por el agerrido "expreso azul" por 4-1 el 2 de diciembre de 2012 en el Estadio Rommel Fernández.
En junio de 2016 la Fepafut y la Liga Panameña de Fútbol aprobarón el cambio de nombre, sede y control administrativo del club a la Sociedad Deportiva Atlético Veragüense. Dicha sociedad también acordo de reubicar su franquicia de la Liga Nacional de Ascenso hacia la ciudad de Chitré bajo el nombre de Azuero Fútbol Club.

## Jugadores

### Números retirados
- 77 - Jonathan Rodríguez, mediocampista, 2006-2009.

## Palmarés

### Torneos nacionales
- Subcampeón de la Liga Panameña de Fútbol (2): Clausura 2012, Apertura 2012.
- Liga Nacional de Ascenso (1): 2006.
- Copa Rommel Fernández (1): 2003.
- Subcampeón de la Copa Cable Onda Satelital (1)'": 2015